# Bobby Clark (football)
Bobby Clark, de son nom complet Robert Brown Clark, est un joueur international et entraîneur de football écossais, né le 26 septembre 1945 à Glasgow.
Gardien de but emblématique d'Aberdeen FC, Clark compte dix-sept sélections en équipe d'Écosse et dispute la Coupe du monde de football de 1978.
Devenu entraîneur, il dirige notamment l'équipe de Nouvelle-Zélande de football de 1994 à 1996. Son fils Jamie Clark (en) est également joueur et entraîneur de football.

## Biographie

### Joueur
Bobby Clark commence sa carrière de footballeur, comme gardien de but, au Queen's Park FC, où il joue à partir de 1962. En 1965, après 84 matchs de championnat, il est recruté par Aberdeen FC. Il va y rester dix-sept saisons, remportant la Coupe d'Écosse en 1970, la Coupe de la Ligue en 1976 et le championnat d'Écosse en 1980. Il lui arrive de participer à quelques matchs comme défenseur, alors qu'Ernie McGarr (en) est devenu titulaire au but. Il dispute au total 696 matchs avec les Dons, dont 425 en championnat.
En 1970-1971, Bobby Clark fixe le record mondial d’invincibilité pour un gardien de but à 1 155 minutes. Le Bulgare Stoyan Yordanov le dépasse peu de temps après. En championnat britannique, le record tient jusqu'en 2009 où il est battu par Edwin van der Sar.
Sélectionné à dix-sept reprises en équipe nationale entre 1967 et 1973, il participe à la Coupe du monde de football de 1978, comme remplaçant d'Alan Rough.
Il connaît quelques autres clubs comme joueur. En 1967 il est prêté aux Washington Whips (en), où il est élu parmi l'équipe all-star de l'année 1967. Il retourne en prêt à l'été 1976 en Ligue nord-américaine de football (NASL), au Thunder de San Antonio. Supporter d'enfance de Clyde FC, dont son père a été président, il reprend les gants en 1983 pour aider le club. 

### Entraîneur
Bobby Clark se reconvertit comme entraîneur dans les années 1980. Il travaille entre 1983 et 1985 au Zimbabwe, au Highlanders FC, puis dirige l'équipe de football du Dartmouth College, une université privée du Nord-Est des États-Unis, de 1985 à 1993. À partir de novembre 1994, il dirige l'équipe de Nouvelle-Zélande de football. En 14 matchs, son bilan est de cinq victoires et sept défaites.
Il revient en 1996 aux États-Unis, où il dirige pendant quatre ans l'équipe de football des Cardinal de Stanford, la section sportive de l'université Stanford, et depuis 2001 l'équipe des Fighting Irish de Notre Dame, de l'université Notre-Dame-du-Lac, basée à South Bend (Indiana).